# Малое Долгое (деревня)
Малое Долгое — деревня в Юрьянском районе Кировской области в составе Подгорцевского сельского поселения.

## География
Находится на расстоянии примерно 21 километр по прямой на север-северо-запад от поселка Мурыгино.

## История
Известна с 1724 года, когда здесь (починок Долговской меньшой) отмечено 4 двора и 17 душ (мужского пола), в 1764 году 43 жителя.  В 1873 году учтено дворов 19 и жителей 99, в 1905 17 и 122, в 1926 21 91 (все русские), в 1950 14 и 49, в 1989 оставалось 4 человека.

## Население
Постоянное население  составляло 7 человек (татары 86%) в 2002 году, 3 в 2010.